# فریدریشتال (سار)
شهر فریدریشتال در ایالت زارلند در کشور آلمان واقع شده‌است.